# Colombar à double collier
Treron bicinctus
Espèce
Statut de conservation UICN

 LC  : Préoccupation mineure
Le Colombar à double collier (Treron bicinctus) est une espèce d'oiseau de la famille des Columbidae.

## Description
C'est un pigeon trapu, de taille moyenne, généralement de 29cm de longueur. La face, le dos des ailes et le ventre sont vert clair, avec le derrière de la tête et la nuque gris. Les rémiges sont noirâtres et la queue est grise.
Le mâle a une tache sur la poitrine, bordée de lilas en haut et de jaune sur son bord inférieur. La femelle a le ventre jaune vert.

## Mode de vie
Ils vivent généralement seuls ou en petits groupes. Ils mangent des graines et des fruits d'une grande variété de plantes.
C'est une espèce des forêts et autres terres boisées. Il construit un nid de branchages dans un arbre et pond deux œufs blancs. Son vol est rapide et direct, avec des battements réguliers et de temps en temps une série de battements rapides des ailes caractéristique des pigeons en général.

## Répartition et sous-espèces
Selon la classification de référence du Congrès ornithologique international (15.1, 2025) il se répartit en quatre sous-espèces :
- T. b. leggei Hartert, 1910 — Sri Lanka ;
- T. b. bicinctus (Jerdon, 1840) — de l'Inde et le versant sud de l'Himalaya à l'Indochine ;
- T. b. domvilii (Swinhoe, 1870) — Hainan ;
- T. b. javanus Robinson & Kloss, 1923 — Java et Bali.